# Eriocaulon parvulum
Eriocaulon parvulum är en gräsväxtart som beskrevs av Sylvia Mabel Phillips. Eriocaulon parvulum ingår i släktet Eriocaulon och familjen Eriocaulaceae. IUCN kategoriserar arten globalt som sårbar.
Artens utbredningsområde är Kamerun. Inga underarter finns listade i Catalogue of Life.